# Sissel Kyrkjebø
Sissel Kyrkjebø, často zvaná pouze Sissel (* 24. červen 1969, Bergen) je norská sopránová zpěvačka, která se pohybuje mezi žánry pop, folk, crossover a opereta. Většinu písní nazpívala v norštině a angličtině, ale zpívala již i dánsky, švédsky, irsky, italsky, francouzsky, rusky, islandsky, faersky, německy, napolitánsky, maorsky, japonsky a latinsky. Během zahajovacího ceremoniálu Zimních olympijských her v Lillehammeru roku 1994 zpívala olympijskou hymnu. Její hudba se objevila i ve filmu Titanic. Nazpívala duety s Plácidem Domingem, Charlesem Aznavourem, José Carrerasem či Brianem Mayem. V roce 2005 se stala vyslancem dobré vůle UNICEF a zároveň jí byl udělen, jakožto nejmladšímu člověku v historii, Řád svatého Olafa.

## Vyznamenání
- rytíř I. třídy Řádu svatého Olafa – Norsko, 8. října 2005